# Fondurile Europene Structurale și de Investiții
Fondurile Europene Structurale și de Investiții (fondurile ESI) sunt instrumente financiare, administrate de către Comisia Europeană, al căror scop este să acorde sprijin la nivel structural. Sprijinul financiar din fondurile ESI este destinat, în principal, regiunilor mai puțin dezvoltate, în scopul de a consolida coeziunea economică și socială în Uniunea Europeană.
Scopul acestor fonduri sunt crearea mai multor locuri de muncă, asigurarea unei economii europene solide și un mediu sănătos. UE și-a asumat angajamentul de a crea locuri de muncă mai numeroase și de calitate mai bună și o societate favorabilă incluziunii sociale. Aceste obiective constituie nucleul Strategiei Europa 2020. Scopul fondurilor ESI este acela de a sprijini realizarea Strategiei Europa 2020, precum și a misiunilor specifice fondurilor, inclusiv coeziunea economică, socială și teritorială.
Fondurile ESI se concentrează în principal pe 5 domenii:
- cercetare și inovare;
- tehnologiile digitale;
- sprijin pentru economia cu emisii scăzute de dioxid de carbon;
- gestionarea durabilă a resurselor naturale;
- întreprinderile mici. [2]

## Fundamentare
Cadrul financiar multianual (CFM) stabilește cuantumurile anuale maxime („plafoane”) pe care UE le poate cheltui în diferite domenii de politică („rubrici”) în cursul unei perioade de cel puțin 5 ani. Actualul CFM acoperă șapte ani: perioada 2014-2020. Acesta oferă un cadru pentru programarea financiară și disciplina bugetară, asigurând previzibilitatea cheltuielilor UE.

## Fondurile Structurale și de Investiții Europene
Fondul european de dezvoltare regională (FEDR) – promovează dezvoltarea echilibrată în diversele regiuni ale Uniunii Europene.
Fondul social european (FSE) – sprijină proiectele legate de ocuparea forței de muncă în toată Europa și investește în capitalul uman al UE (lucrători, tineri și persoane aflate în căutarea unui loc de muncă).
Fondul de coeziune (FC) – finanțează proiecte de transport și mediu în țările în care venitul național brut (VNB) pe cap de locuitor se situează sub 90 % din media UE. S-a stabilit că, pentru perioada 2014-2020, aceste țări sunt Bulgaria, Croația, Cipru, Estonia, Grecia, Letonia, Lituania, Malta, Polonia, Portugalia, Republica Cehă, România, Slovacia, Slovenia și Ungaria.
Fondul european agricol pentru dezvoltare rurală (FEADR) – se concentrează pe soluționarea problemelor specifice cu care se confruntă zonele rurale din UE.
Fondul european pentru pescuit și afaceri maritime (FEPAM) – îi încurajează pe pescari să adopte practici durabile și ajută comunitățile din zonele de coastă să își diversifice activitățile, pentru un trai mai bun. 

## Perioadele de programare

### Perioada de programare 2007-2013
În perioada 2007-2013, României i-a fost alocată, prin instrumentele structurale, suma de 19,7 miliarde de euro. Suma a fost disponibilă prin intermediul a șapte programe operaționale sectoriale și regionale, la care s-au adăugat opt programe de cooperare teritorială cu alte state.
Pentru programele operaționale sectoriale și regionale, în cadrul ministerelor de linie corespunzătoare a fost desemnată câte o Autoritate de Management responsabilă cu gestionarea și implementarea programului. În funcție de specificul programului operațional, în relația dintre Autoritatea de Management și beneficiar pot interveni Organisme Intermediare, centrale sau regionale.
Programe operaționale în România
1. Programul Operațional Sectorial Creșterea Competitivității Economice – 2.536.646.054 euro
Prin POS Creșterea Competitivității Economice, s-a acordat finanțare IMM-urilor, întreprinderilor mari, autorităților locale ș.a. pentru extinderea capacității de producție, modernizarea întreprinderii; accesul instituțiilor publice și IMM-urilor la internet și servicii conexe etc.
2. Programul Operațional Sectorial Transport – 5.7 miliarde euro
Prin POS Transport administrațiile infrastructurii naționale de transport ș.a. puteau obține finanțare pentru modernizarea și dezvoltarea axelor prioritare TEN-T, cu aplicarea măsurilor necesare pentru protecția mediului înconjurător, modernizarea și dezvoltarea rețelelor naționale de transport, în conformitate cu principiile dezvoltării durabile etc.
3. Programul Operațional Sectorial Mediu – 5.6 miliarde euro
POS Mediu a acordat finanțare pentru proiecte pentru sectoarele apa/apa uzata, managementul deseurilor/reabilitarea terenurilor poluate istoric, termoficare, protecția naturii, protecția împotriva inundațiilor și reducerea eroziunii costiere. Beneficiarii au fost organizații non-guvernamentale, autorități publice ș.a.
4. Programul Operațional Regional – 1.349.611.336 euro
Proiectele finanțate prin POR au urmărit, între altele, îmbunătățirea calității vieții și a înfățișării orașelor, precum și cresterea rolului lor în regiune, modernizarea serviciilor sociale: școli, clinici, servicii de intervenție în situații de urgență etc. și au fost derulate de autorități ale administrației publice locale, organizații neguvernamentale, companii private ș.a.
5. Programul Operațional Dezvoltarea Capacității Administrative – 50.910.289 euro
Acest program operațional a acordat finanțare pentru proiecte de studii și cercetări privind experiențele de reformă ale administrației locale din alte state membre, de asistență tehnică pentru elaborarea de strategii privind informatizarea instituțională, de training și asistență tehnică pentru sprijinul receptării bunelor practici etc. Au putut obține finanțare organisme ale administrației centrale și locale, ONG-uri etc.
6. Programul Operațional Sectorial Dezvoltarea Resurselor Umane (POSDRU) – 3.476.000 euro
Prin POSDRU s-a finanțat organizarea de seminarii de instruire, proiecte de dezvoltare și promovare a abilităților manageriale moderne, s-a sprijinit înființarea de start-upuri și structuri de economie socială, s-au acordat burse pentru doctoranzi etc. Au obținut finanțare între altele, școli, universități, camere de comerț, furnizori de formare profesională, start-upuri, structuri de economie socială, ONGuri etc.
7.Programul Operațional Asistență Tehnică – 164.259.241 euro
PO Asistență Tehnică a finanțat, între altele, asigurarea sprijinului și a instrumentelor adecvate în vederea unei coordonări și implementări eficiente a instrumentelor structurale pentru perioada 2007-2013 și pregătirea pentru următorea perioadă de programare a instrumentelor structurale. Au beneficiat de finanțare Autoritățile de Managament responsabile de gestionarea Programelor Operaționale; Organismele Intermediare ș.a.

#### Premiile „Regiostars” pentru proiecte regionale inovative
Premiile „Regiostars” reprezintă una din inițiativele importante din politica de comunicare a regiunilor pentru schimbare economică și au drept scop identificarea de exemple de bune practici cu privire la dezvoltarea regională si creșterea vizibilității acelor proiecte de dezvoltare care pot servi ca modele pentru alte regiuni europene.
Lansată la inițiativa Comisiei Europene (Informarea asupra Regiunilor pentru Schimbare Economică Com 2006/675), competiția „Regiostars” vizează diseminarea la scară europeană a proiectelor de succes (modelelor de bune practici) și promovarea unor exemple inovative care pot servi drept sursă de inspirație pentru alte regiuni europene.

#### Gala Fondurilor Structurale
În România, competiția care promovează proiectele de succes implementate cu finanțare europeană este Gala Fondurilor Structurale derulată pentru prima dată în 2014 și reluată în 2017. Inițiativa este gestionată de Reprezentanța Comisiei Europene în România și fonduri-structurale.ro.  
În cadrul celor două ediții ale Galei au fost apreciate și premiate proiecte finanțate din fondurile europene aferente perioadei 2007 - 2013 (dar și din surse alternative) care au generat impact și au adus valoare adăugată și care pot genera efect multiplicator prin „puterea exemplului”. Câștigătorii au realizat vizite de studiu la Bruxelles, la sediul Comisiei Europene.

### Perioada de programare 2014-2020
Perioada 2014-2020 a venit cu noutăți. Astfel, accentul s-a pus mai puternic pe rezultate, respectiv ținte mai clare și măsurabile pentru un grad sporit de răspundere, simplificarea, care a presupus același set de norme pentru cinci fonduri. 
Schimbări au fost și la nivelul condițiilor, introducându-se anumite precondiții specifice anterior canalizării fondurilor. Consolidarea dimensiunii urbane și combaterea excluziunii sociale, prin care o sumă minimă din FEDR a fost alocată proiectelor integrate la nivelul orașelor și din FSE, pentru susținerea comunităților marginalizate au fost cuprinse în lista de noutăți aduse de Comisia Europeană.
Programe Operaționale în România
1. Programul Operațional Regional – 6.700,00 euro
POR 2014–2020 își propune creșterea competitivității economice și îmbunătățirea condițiilor de viață ale comunităților locale și regionale prin sprijinirea dezvoltării mediului de afaceri, a condițiilor infrastructurale și a serviciilor, care să asigure o dezvoltare sustenabilă a regiunilor, capabile să gestioneze în mod eficient resursele, să valorifice potențialul lor de inovare și de asimilare a progresului tehnologic.
2. Programul Operațional Capital Uman – 4.326,84 milioane euro
POCU 2014-2020 urmărește integrarea nevoilor de dezvoltare a resurselor umane în ansamblul programelor și politicilor publice ale României, ca SM al UE și are în vedere valorizarea capitalului uman, ca resursă pentru o dezvoltare sustenabilă în viitor.
3. Programul Operațional Capacitate Administrativă – 553,19 milioane euro
POCA 2014 - 2020 promovează crearea unei administrații publice moderne, capabilă să faciliteze dezvoltarea socio-economică, prin intermediul unor servicii publice competitive, investiții și reglementări de calitate.
4. Programul Operațional Competitivitate – 1.329,78 milioane euro
POC 2014-2020 contribuie la creșterea competitivității și la dezvoltarea economică prin îmbunătățirea accesului, securității și utilizării TIC și prin consolidarea CDI.
5. Programul Operațional Infrastructură Mare – 9.418,53 milioane euro
POIM 2014-2020 are ca obiectiv global dezvoltarea infrastructurii de transport, mediu, energie și prevenirea riscurilor la standarde europene, în vederea creării premiselor unei creșteri economice sustenabile, în condiții de siguranță și utilizare eficientă a resurselor naturale.
6. Programul Operațional Asistență Tehnică – 212,76 milioane euro
POAT 2014-2020 are drept scop asigurarea unui proces de implementare eficientă și eficace a Fondurilor Europene Structurale și de Investiții în România în conformitate cu principiile și regulile de parteneriat, programare, evaluare, comunicare, management, inclusiv management financiar, monitorizare și control, pe baza responsabilităților împărțite între Statele Membre și Comisia Europeană.
7. Programul Național de Dezvoltare Rurală – 8.127,99 milioane euro
PNDR 2014 - 2020 este programul prin care se acordă fonduri nerambursabile de la Uniunea Europeană și Guvernul României pentru dezvoltarea economico – socială a spațiului rural din România.
8. Programul Operațional pentru Pescuit și Afaceri Maritime – 168,42 milioane euro
POPAM 2014 - 2020 își propune în principal creșterea producției în acvacultură și procesare. De asemenea, își propune creșterea profitabilității operatorilor, conservarea biodiversității și protecția mediului, menținerea și crearea de locuri de muncă, în special în zonele pescărești. 

### Perioada de programare 2021-2027
Comisia a propus un buget pe termen lung echivalent cu 1,114 % din venitul național brut (VNB) al UE-27. În prezent, Uniunea cu 27 de membri investește 1,16 % din VNB-ul UE-27, inclusiv prin Fondul european de dezvoltare. Prin urmare, bugetul propus este deja mai mic în comparație cu bugetul actual. Conform acestor propuneri, vor fi majorate fondurile de coeziune pentru Italia și alte state membre din sudul continentului afectate de criza economică și valul de emigranți, urmând ca în paralel să fie redusă finanțarea pentru regiunile mai sărace din statele estice ale blocului comunitar. Potrivit unor surse comunitare, Polonia se poate aștepta la o reducere cu 23% a fondurilor de coeziune în timp ce o scădere de 24% este avută în vedere pentru Ungaria. In schimb, Italia se poate aștepta la o creștere de 6%.
Bugetul pentru perioada 2021-2027, primul după ce Marea Britanie va ieși din UE, ar urma să crească până la 1.100 miliarde euro, de la 1.000 miliarde euro în actuala perioadă de șapte ani. Propunerile Comisiei vizează alocarea unor resurse mai mari pentru cercetare, securitate și economie digitală precum și limitarea fondurilor pentru regiunile mai sărace și fermieri.
În cadrul următorului buget pe termen lung al UE pentru 2021-2027, Comisia propune modernizarea politicii de coeziune, principala politică de investiții a UE.
Cinci priorități privind investițiile
Investițiile în dezvoltare regională se vor axa mai ales pe obiectivele 1 și 2. Acestor priorități li se vor aloca 65 % - 85 % din resursele FEDR și ale Fondului de coeziune, în funcție de prosperitatea relativă a statelor membre.
- O Europă mai inteligentă, prin inovare, digitalizare, transformare economică și sprijinirea întreprinderilor mici și mijlocii
- O Europă mai verde, fără emisii de carbon, punerea în aplicare a Acordului de la Paris și investiții în tranziția energetică, energia din surse regenerabile și combaterea schimbărilor climatice
- O Europă conectată, cu rețele strategice de transport și digitale
- O Europă mai socială, pentru realizarea pilonului european al drepturilor sociale și sprijinirea calității locurilor de muncă, a învățământului, a competențelor, a incluziunii sociale și a accesului egal la sistemul de sănătate
- O Europă mai apropiată de cetățenii săi, prin sprijinirea strategiilor de dezvoltare conduse la nivel local și a dezvoltării urbane durabile în UE.[9]

Programe Operaționale în România
Arhitectura programelor operaționale prin intermediul cărora va fi administrat bugetul alocat României în perioada 2021 – 2027 este semnificativ modificată față de actualul sistem. Conform unor documente publicate de Ministerul Fondurilor Europene (MFE), următoarea perioadă financiară aduce schimbări importante atât în structura instituțională, cât și în cea strategică.
În cadrul politicii de coeziune Ministerul propune 9 tipuri de programe, Programul Operațional Regional urmând a fi gestionat descentralizat la nivelul Agențiilor de Dezvoltare Regională din fiecare dintre cele 8 regiuni ale țării (pe model polonez):   
- Programul Operațional Dezvoltare Durabilă (PODD)
- Programul Operațional Transport (POT)
- Programul Operațional Creștere Inteligentă și Digitalizare (POCID)
- Programul Național de Sănătate (multifond) (PNS)
- Programul Operațional Capital Uman (POCU)
- Programul Operațional Ajutorarea Persoanelor Dezavantajate (POAD)
- Programul Operațional de Dezvoltare Teritoriala Integrată (multifond) (PODTI)
- Programele Operaționale Regionale – implementate la nivel de regiune (8 POR)

Programul Operațional Asistență Tehnică (multifond) (POAT)